# Dicranomyia melina
Dicranomyia melina är en tvåvingeart som beskrevs av Alexander 1924. Dicranomyia melina ingår i släktet Dicranomyia och familjen småharkrankar. Inga underarter finns listade i Catalogue of Life.